# Milivoj Bebić
Milivoj Bebić (Split, 29. kolovoza 1959.) je bivši hrvatski vaterpolist i jedan od najboljih svjetskih vaterpolista svoga vremena. 
FINA ga je proglašavala je najboljim svjetskim vaterpolistom 1982., 1984. i 1985. godine.
Igrao je za vaterpolske klubove POŠK iz Splita (1975. – 1985.), Volturno (Italija, 1986. – 1990.) i Nervi (1990. – 1992.) Imao je neviđenu lakoću postizanja golova. Na jednoj utakmici između Jugoslavije i Gvatemale, u utakmici koja je završila 62:0 za Jugoslaviju, Bebić je dao 28 golova. To je do danas svjetski rekord u broju postignutih golova na jednoj vaterpolskoj utakmici. Bebić je vlasnik još jednog rekorda - u šest godina igranja za reprezentaciju, postigao je 620 golova u 222 susreta.
U svojoj blistavoj karijeri osvojio je pregršt odličja. Ima olimpijsko zlato iz 1984. i srebro iz 1980. Ima i srebro s EP-a 1985. Osvajao je odličja i s Mediteranskih igara i FINA kupova.
Klupski uspjesi su mu: Kup kupova (1982. i 1984.), Europski superkup (1984.), Kup Jugoslavije (1980. i 1983.) i Mediteranski kup (1983. i 1985.)
Odlikovan je i Redom Danice Hrvatske s likom Franje Bučara (1999.) i Državnom nagradom za sport dr. Franjo Bučar (2000.) Tri puta je proglašavan najboljim sportašem Dalmacije. Radio je i kao vaterpolski trener.
Milivoj Bebić trenutno obnaša dužnost člana Tehničkog komiteta za vaterpolo svjetske federacije za vodene sportove (FINA TWPC).Također,u Hrvatskoj obnaša funkciju Povjerenika za natjecanje Hrvatskog vaterpolo saveza i predsjednika Stručnog savjeta vaterpolo sudaca i delegata.
Bebić je i prvi igrač u povijesti koji je potpisao milijunski ugovor. Kako je sam naveo, iz POŠK-a je u Volturno prešao za milijun DEM za četiri sezone, što i malo tko danas zarađuje.

## Vanjske poveznice
- Milivoj Bebić[neaktivna poveznica]